# Noturus flavipinnis
Noturus flavipinnis là một loài cá trong họ Ictaluridae. Đây là loài bản địa Hoa Kỳ.
Đây là loài bị đe dọa trên toàn liên bang của họ Ictaluridae. Trong quá khứ loài này sống ở thượng lưu sông Tennessee nhưng đã bị tuyệt chủng vào thời điểm nó được mô tả chính thức..